# 精华学校
精华学校，全称北京市海淀区精华培训学校，是位于北京的一所培训机构，公司名称为北京天地精华教育科技有限公司。精华学校建于1978年，由廖锡瑞创办，1992年从海淀区教育局获得社会力量办学许可证。目前在北京市有11个校区。著名教师有袁腾飞、石国鹏、李永乐，现均已离职。